# Programa 21
El Programa XXI es un plan de acción no vinculante de la Organización de las Naciones Unidas (ONU) para promover el desarrollo sostenible. Fue aprobado en la Conferencia de las Naciones Unidas sobre el Medio Ambiente y el Desarrollo (CNUMAD), que se reunió en Río de Janeiro del 3 al 14 de junio de 1992. Este acuerdo se firmó junto con la Declaración de Río sobre el Medio Ambiente y el Desarrollo y la Declaración de principios relativos a los bosques. El Programa es un plan detallado de acciones que deben ser acometidas a nivel mundial, nacional y local, por entidades de la ONU, los gobiernos de sus Estados miembros y por grupos principales particulares en todas las áreas en las que ocurren impactos humanos sobre el medio ambiente. Se divide en 40 capítulos organizados en cuatro secciones principales: dimensiones sociales y económicas, conservación y gestión de los recursos naturales, fortalecimiento de los grupos sociales y medios de implementación. 

## Programa 21 y el desarrollo sostenible
Agenda 21 es una lista detallada de asuntos que requieren  atención, organizada cronológicamente. El número 21 hace referencia al siglo XXI. La palabra agenda, aunque de origen latino (plural de agendum) es un anglicismo en castellano; el término oficial adoptado por la ONU es Programa 21, aunque se usa poco a nivel mundial.

### Secciones de la Agenda 21
La Agenda 21 se agrupa en cuatro secciones:
- Sección I: Dimensiones Sociales y Económicas.  Hace un llamado a combatir la pobreza, especialmente en los países en vías de desarrollo, cambiar los patrones de consumo, promover la salud, lograr una población más sostenible y un acuerdo sostenible en la toma de decisiones[3].
- Sección II: Conservación y Gestión de Recursos para el Desarrollo. Incluye la protección de la atmósfera, la lucha contra la deforestación, la protección de los entornos frágiles, la conservación de la diversidad biológica (biodiversidad), el control de la contaminación, la gestión de la biotecnología, y los residuos radiactivos[3].
- Sección III: Fortalecimiento del papel de los grupos principales.  Incluye el papel de los niños y los jóvenes, las mujeres, las ONG, las autoridades locales, las empresas y la industria, y los trabajadores; se refiere también al fortalecimiento del papel de los pueblos indígenas, sus comunidades y los agricultores[3].
- Sección IV: Medios de aplicación. Incluye la ciencia, la transferencia de tecnología, la educación, las instituciones internacionales y los mecanismos financieros.[4]

### Aspectos concretos
La agenda 21 en su Capítulo 28 dice textualmente al respecto y como objetivos, después de justificar la importancia de las autoridades locales en esta materia del Desarrollo Sostenible, en las Bases para la acción:
- 28.2).
  - a) “Para 1996, la mayoría de las autoridades locales de cada país deberían haber llevado a cabo un proceso de consultas con sus respectivas poblaciones y haber logrado un CONSENSO sobre un Programa 21 Local para la comunidad“.

Hay que recordar, aquí además, que en su Capítulo 25 ha dicho remarcadamente:
- 25.12). Los niños no sólo heredarán la responsabilidad de cuidar la Tierra, sino que, en muchos países en desarrollo, constituyen casi la mitad de la población. Además, los niños de los países en desarrollo y de los países industrializados son igualmente vulnerables en grado sumo a los efectos de la degradación del medio ambiente. También son partidarios muy conscientes de la idea de cuidar el medio ambiente. Es menester que se tengan plenamente en cuenta los intereses concretos de la infancia en el proceso de participación relacionado con el medio ambiente y el desarrollo, a fin de salvaguardar la continuidad en el futuro de cualesquiera medidas que se tomen para mejorar el medio ambiente. Y además, se debe reciclar.

Otra cosa para recordar es 
Esta participación la prescribe en los Capítulos:
- 27). Fortalecimiento del papel de las organizaciones no gubernamentales: asociadas en la búsqueda de un desarrollo sostenible.
- 26). Reconocimiento y fortalecimiento del papel de las poblaciones indígenas y sus comunidades.
- 24). Medidas mundiales en favor de la mujer para lograr un desarrollo sostenible y equitativo.
- 25). La infancia y la juventud en el desarrollo sostenible.

## Historia
En los años 60 del pasado siglo XX, la comunidad científica comienza a alertar a las administraciones sobre los grandes problemas del planeta: pobreza, pérdida de biodiversidad y deterioro medioambiental. Se empiezan a hacer patentes las interrelaciones físicas e inevitables entre las actividades humanas y la naturaleza y que el medio ambiente, -la biosfera en la que vivimos- resulta ser un sistema complejo, dinámico, sinérgico e incierto y que existe una interdependencia mutua entre el ecosistema y el sistema socioeconómico que exige una mutua adaptación de ambos.
En 1968 Aurelio Peccei y Alexander King crean el Club de Roma para atender a los retos de esta nueva problemática. En 1972 sale a la luz el primer informe al Club de Roma elaborado por Donella Meadows titulado Los límites del crecimiento (The limits to growth) que, con sus aciertos, errores y críticas, es todo un aldabonazo en las conciencias de los dirigentes y de los estudiosos.
Mediante la primera reunión mundial de 1972 sobre medio ambiente (Conferencia sobre el Medio Humano de Estocolmo), se comienzan a poner los cimientos para la más importante Cumbre de la Tierra que se celebraría 20 años más tarde en Río de Janeiro (1992). En esta Conferencia de Estocolmo sobre el Medio Humano de 1972, participaron 113 naciones y su secretario general fue el Dr. Maurice Strong – que también lo sería de Río- “Antes de ella, relata el Dr. Strong, jamás un tema -en este caso, el medio ambiente- considerado prácticamente una novedad, fue llevado a un nivel tan alto de discusión”. Las conclusiones de esta Conferencia, posteriormente, en 1987, se recogieron en el Informe Brundtland, titulado “Nuestro Futuro Común”, dirigido por Gro Harlem Brundtland, ex primera ministra de Noruega. Como resultado de esta Conferencia de Estocolmo se instauró el Programa del Medio Ambiente de las Naciones Unidas (PNUMA) y la ONU estableció en 1983 la Comisión Mundial sobre Medio Ambiente y el Desarrollo.

## Evolución del Programa 21
La adopción informal por parte de las Naciones Unidas del concepto de desarrollo sostenible parte de la creación en 1983 de la Comisión mundial sobre ambiente y desarrollo (WCED) que en 1987 publicó su informe titulado Nuestro futuro común, también conocido como el Informe Brundtland; este informe subrayó a la pobreza de los países del sur y al consumismo extremo de los países del norte 
re estos temas.
El desarrollo del programa 21 se inició el 22 de diciembre de 1989 con la aprobación en la asamblea extraordinaria de las Naciones Unidas en Nueva York de una conferencia sobre el medio ambiente y el desarrollo como fuera recomendada por el informe Brundtland y con la elaboración de borradores del programa -que como todos los acordados por los Estados miembros de la ONU- sufrieron un complejo proceso de revisión, consulta y negociación que culminó con la Conferencia de las Naciones Unidas sobre Medio Ambiente y Desarrollo conocida como Cumbre de Río o Cumbre de la Tierra, llevada a cabo del 3 al 14 de junio de 1992 en Río de Janeiro, en donde representantes de 179 gobiernos acordaron adoptar el programa.
Hoy en día muchos de los miembros signatarios del programa 21 han ratificado los acuerdos y organizado sus propios programas a nivel nacional y local, siguiendo las guías que para tal fin han desarrollado diversas entidades asociadas a las Naciones Unidas. Un ausente notable es Estados Unidos, país que asistió a la Cumbre de Río pero que se abstuvo de firmar la declaración y el programa.
El programa 21 ha tenido un estrecho seguimiento a partir del cual se han desarrollado ajustes y revisiones. Primero, con la conferencia denominada Río+5, se llevó a cabo del 23 al 27 de junio de 1997 en la sede de la ONU en Nueva York; posteriormente con la adopción de una agenda complementaria denominada Objetivos de desarrollo del milenio (Millennium Development Goals), con énfasis particular en las políticas de globalización y en la erradicación de la pobreza y el hambre, adoptadas por 199 países en la 55.ª Asamblea de la ONU, celebrada en Nueva York del 6 al 8 de septiembre del 2000; y la más reciente, la Cumbre de la Tierra de Johannesburgo, reunida en esta ciudad de Sudáfrica del 26 de agosto al 4 de septiembre de 2002.

## Estructura y contenido
Los temas fundamentales de la agenda 21 están tratados en 40 capítulos organizados en un preámbulo y cuatro secciones así:
- Sección I. Dimensiones sociales y económicas[3][5]

2. Cooperación internacional para acelerar el desarrollo sostenible de los países en desarrollo y políticas internas conexas
3. Lucha contra la pobreza
4. Evolución de las modalidades de consumo
5. Dinámica demográfica y sostenibilidad
6. Protección y fomento de la salud humana
7. Fomento del desarrollo sostenible de los recursos humanos
8. Integración del medio ambiente y el desarrollo en la adopción de decisiones
- Sección II. Conservación y gestión de los recursos para el desarrollo[3]

9. Protección de la atmósfera
10. Enfoque integrado de la planificación y la ordenación de los recursos de tierras
11. Lucha contra la deforestación
12. Ordenación de los ecosistemas frágiles: lucha contra la desertificación y la sequía
13. Ordenación de los ecosistemas frágiles: desarrollo sostenible de las zonas de montaña
14. Fomento de la agricultura y del desarrollo rural sostenible
15. Conservación de la diversidad biológica
16. Gestión ecológicamente racional de la biotecnología
17. Protección de los océanos y de los mares de todo tipo, incluidos los mares cerrados y semicerrados y de las zonas costeras y protección, utilización racional y desarrollo de sus recursos vivos
18 Protección de la calidad y el suministro de los recursos de agua dulce: aplicación de criterios integrados para el aprovechamiento, ordenación y uso de los recursos de agua dulce
19. Gestión ecológicamente racional de los productos químicos tóxicos, incluida la prevención del tráfico internacional ilícito de productos tóxicos y peligrosos
20. Gestión ecológicamente racional de los desechos peligrosos, incluida la prevención del tráfico internacional ilícito de desechos peligrosos
21. Gestión ecológicamente racional de los desechos sólidos y cuestiones relacionadas con las aguas cloacales
22. Gestión inocua y ecológicamente racional de los desechos radiactivos
- Sección III. Fortalecimiento del papel de los grupos principales[3]

23. Preámbulo
24. Medidas mundiales en favor de la mujer para lograr un desarrollo sostenible y equitativo
25. La infancia y la juventud en el desarrollo sostenible
26. Reconocimiento y fortalecimiento del papel de las poblaciones indígenas y sus comunidades
27. Fortalecimiento del papel de las organizaciones no gubernamentales asociadas en la búsqueda de un desarrollo sostenible
28. Iniciativas de las autoridades locales en apoyo del Programa 21
29. Fortalecimiento del papel de los trabajadores y sus sindicatos
30. Fortalecimiento del papel del comercio y la industria
31. La comunidad científica y tecnológica
32. Fortalecimiento del papel de los agricultores
- Sección IV. Medios de ejecución[3]

33. Recursos y mecanismos de financiación
34. Transferencia de tecnología ecológicamente racional, cooperación y aumento de la capacidad
35. La ciencia para el desarrollo sostenible
36. Fomento de la educación, la capacitación y la toma de conciencia
37. Mecanismos nacionales y cooperación internacional para aumentar la capacidad nacional en los países en desarrollo
38. Arreglos institucionales internacionales
39. Instrumentos y mecanismos jurídicos internacionales
40. Información para la adopción de decisiones.

## Estado actual
En lo que se refiere al Capítulo 28 del El Programa 21(o Agenda 21) crea la Institución llamada “Programa 21 Local” o Agenda 21 Local (denominado así posteriormente en ambos casos por el mismo Dr. Maurice Strong, secretario general de las Cumbres de Estocolmo 72 y Río 92).
Lo que se viene intentando hacer por Agenda 21 Local no coincide, según algunos, con el mencionado Capítulo 28.
José Luis Escorihuela "Ulises", plantea que la implementación de las Agendas 21 locales en Europa, revelan la dificultad de crear una verdadera cultura de sustentabilidad. Se ha aplicado medidas específicas y superficiales, bajo un concepto errado de participación ciudadana. No se ha logrado pasar de una cultura de la competencia a una de cooperación, actuando de manera socialmente inclusiva, económicamente viable y respetuosa con la naturaleza. Por el contrario, sostiene Escorihuela, las Agendas 21 locales, están mediatizadas por intereses económicos o políticos. De esta forma, no han logrado influir de manera relevante en los comportamientos de los grupos involucrados.

## Teorías conspirativas
La derechista norteamericana John Birch Society describió la Agenda 21 como un complot, disfrazado de movimiento ecologista, para acabar con la libertad individual y establecer un gobierno mundial. Los activistas creían que la resolución no vinculante de la ONU era "el eje de un complot para subyugar a la humanidad bajo un régimen ecototalitario". La conspiración tenía sus raíces en la ideología antiambientalista y la oposición a la regulación del uso de la tierra.
En EE. UU. han circulado teorías contrarias a la Agenda 21. Algunos activistas del movimiento Tea Party y otros promovieron la idea de que la Agenda 21 formaba parte de un complot de la ONU para negar los derechos de propiedad, socavar la soberanía de EE. UU. u obligar a los ciudadanos a trasladarse a las ciudades.
El comentarista político y escritor Glenn Beck advirtió de que la Agenda 21 era una conspiración "sediciosa" para reducir la población mundial en un 85%. Afirmó que representa un avance hacia el "control gubernamental a nivel global" y la creación de un "estado policial" que conduciría al "totalitarismo". Beck describió la distopía que causaría si el mundo siguiera el plan de la ONU en una novela de 2012 de la que es coautor titulada Agenda 21.